# 2110 Moore-Sitterly
2110 Moore-Sitterly è un asteroide della fascia principale. Scoperto nel 1962, presenta un'orbita caratterizzata da un semiasse maggiore pari a 2,1981907 au e da un'eccentricità di 0,1773427, inclinata di 1,13144° rispetto all'eclittica.
L'asteroide è dedicato all'astronoma statunitense Charlotte Moore Sitterly.